# 1987 v letectví
Tento článek obsahuje seznam událostí souvisejících s letectvím, které proběhly roku 1987.

## Události

### Duben
- 1. dubna – v 7:15 byla poprvé v Československu uvedena do provozu letecká záchranná služba

### Květen
- 28. května – Osmnáctiletý západoněmecký pilot Mathias Rust přistál se svou Cessnou 172 na Rudém náměstí v Moskvě.

### Říjen
- 3. října – v závodě o Pohár Gordona Bennetta zvítězili potřetí Rakušané Josef Starkbaum a Gert Scholz

## První lety
- Atlas XTP-1 Beta

### Únor
- 13. února – Fokker 50
- 22. února – Airbus A320

### Březen
- 9. března – Jakovlev Jak-141

### Duben
- 30. dubna – Promavia Jet Squalus

### Květen
- 16. května – Boeing VC-25

### Červen
- 10. června – Boeing Vertol Model 360

### Srpen
- 17. srpna – Suchoj Su-27K

### Říjen
- 9. října – EHI EH101

### Listopad
- 24. listopadu – F-14D Tomcat

### Prosinec
- AEA Maverick
- 29. prosince – Scaled Composites AT³